# Герб Орска
Герб Орска Оренбургской области. 23 августа 1995 года собрание представителей города Орска постановило утвердить новый герб Орска. Им стал невостребованный герб города Оренбурга XVII века.
После небольших правок герб Орска внесен в Государственный геральдический регистр РФ под №967.

## Описание герба
В серебренном поле на червленой (красной) горе о трех вершинах, черный орел, обращенный вправо и обернувшийся, коронованный Золотой императорской короной XVIII века, с опущенными крыльями, и золотым клювом.

## История

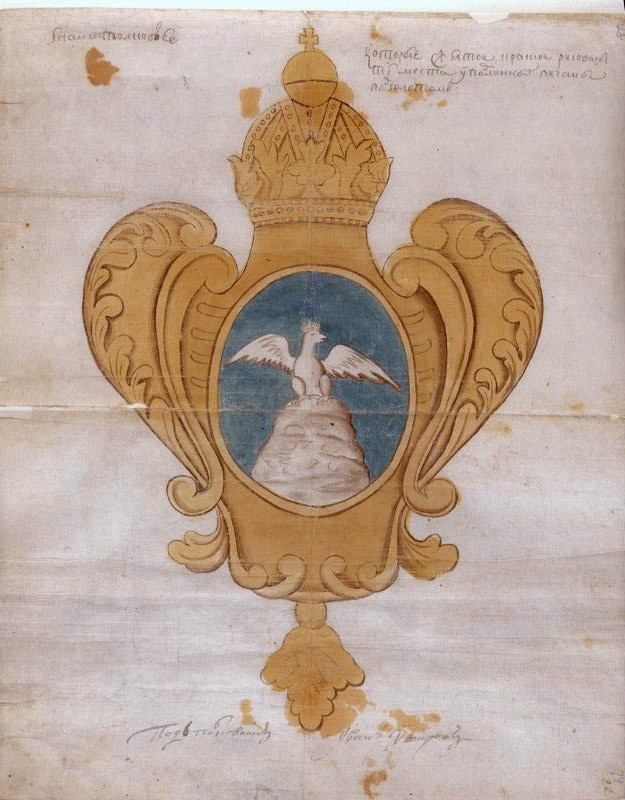
Герб Оренбургский, ставший гербом Орска

Орск стал уездным городом Оренбургской губернии в 1865 году.
В дореволюционный период Департаментом Герольдии был составлен для города Орска такой проект герба (1875):
"в серебряном поле червленый меч в столб, на который наложен лазуревый волнистый пояс. В вольной части - герб Оренбургской губернии".